# برادر رکوردز
برادر رکوردز (انگلیسی: Brother Records) شرکت سرگرمی آمریکایی است، که در سال ۱۹۶۶ توسط مایک لاو،  برایان ویلسون، کارل ویلسون و دنیس ویلسون تأسیس شد. 